# Mr. Costumer
|  | Denne artikel er oprettet af botten Steenthbot ud fra en ekstern database. Den kan derfor have sproglige fejl eller mangler. Denne skabelon kan fjernes efter kontrol af indholdet. |

Mr. Costumer er en dansk dokumentarfilm fra 1964 instrueret af Werner Hedman og Ole Roos og efter manuskript af Henning Nystad.

## Handling
"Kunden", Mr. Customer, repræsenterer en stormagt i det moderne samfund, også når det gælder afsætning af fødevarer. Filmen propaganderer for danske kvalitetsfødevarers afsætning i udlandet ved at vise, hvordan dansk landbrug gennem forskning, eksperimenter, gennemført kontrol og hygiejne holder sig på højde med de stadigt voksende krav til kvalitet, som stilles af forbrugerne i de lande, Danmark eksporterer fødevarer til.